# آلن مانور
علان مانور (به لاتین: Alan Manor) یک شهرک در آفریقای جنوبی است که در گائوتنگ واقع شده‌است.